# 黑边康吉鳗
黑边康吉鳗（学名：Congrina retrotincta）为康吉鳗科黑边康吉鳗属的鱼类，俗名黑边鳍糯鳗、糯鳗。分布于日本东京、高知等处的近海以及台湾东港、台南附近海域可见到等。该物种的模式产地在日本东京。